# Michel Auer
Pour les articles homonymes, voir Auer.
Michel Auer, né le 30 mai 1933 à Zurich et mort le 22 octobre 2024 à Genève, est un photographe franco-suisse, collectionneur et historien de la photographie.

## Biographie
Fils de Jules Auer et de Victoire Auer (née Frontaid), il naît à Zurich en 1933. Après des études primaires de 1941 à 1945 à Genève et des études secondaires de 1946 à 1951 à Glarisegg en Suisse-allemande, il suit un apprentissage de photographe publicitaire à Zurich.
Après son école de recrue (service militaire suisse) en 1954, il crée en 1955 à Genève un atelier de photographie publicitaire. Il épouse Françoise Guerin dont il divorcera en 1968 après avoir eu trois enfants ensemble (Martine, Laurence et Georges Nicéphore). Il obtient en 1958 une maîtrise fédérale de photographe.
En 1960, il crée le laboratoire Big à Genève spécialisé dans les agrandissements photos de grandes tailles en N/B et en couleurs. Il le dirigera jusqu'en 1975. En 1961, il abandonne la photo publicitaire et se consacre à la collection d'appareils photographiques et à la rédaction de divers ouvrages sur le sujet. En 1976, il crée avec Michèle Ory un stand aux marché aux puces à Paris spécialisé dans les appareils et les photographies. Il épouse Michèle Ory en 1980
Avec son épouse Michèle, il a créé une Fondation en mars 2009, ce qui lui permet d'exposer sa collection constituée de plus de 10 000 photographies ainsi que des objets relatifs à la photographie.
Michel Auer meurt en octobre 2024 à l'âge de 91 ans,.

## Livres
- Histoire illustrée des appareils photographiques, Lausanne, Edita, 1975, 285 p.  (ISBN 978-2880010041)
- avec Eaton S. Lothrop : L'Œil invisible : Les appareils photographiques d'espionnage, Paris, Éditions EPA, 1978, 175 p.  (ISBN 978-2851200686).
- Histoire de la caméra ciné amateur, 1979,  (ISBN 2-85917-011-1)
- avec Michèle Auer : Encyclopédie internationale des photographes de 1839 à nos jours, Hermance, Camera obscura, 1985, 2 vol.  (ISBN 978-2903671068).
- Guide Michel Auer Le livre guide des appareils photo anciens 2856 appareils illustrés et décrits, 1990  (ISBN 2 903671-08-7)

## Expositions
- 5 juillet - 30 septembre 2001 : Nadar : collection Michel et Michèle Auer, Galerie d'art du Conseil général des Bouches-du-Rhône, Aix-en-Provence[4].
- 13 janvier - 14 mars 2004 : Collection M. + M. Auer : une histoire de la photographie , Théâtre de la photographie, Nice[5]

puis 22 avril - 12 septembre 2004 : Musée d'art et d'histoire, Genève.